# Hypsiboas andinus
Espèce
Synonymes
- Hyla raddiana andina Müller, 1924
- Hyla andina Müller, 1924
- Hyla pulchella andina Müller, 1924
- Hyla pulchella cochabambae Gallardo, 1988

Statut de conservation UICN

 LC  : Préoccupation mineure
Hypsiboas andinus est une espèce d'amphibiens de la famille des Hylidae.

## Répartition
Cette espèce se rencontre entre 500 et 3 400 m d'altitude sur le versant oriental des Andes :
- en Bolivie dans les départements :
  - Cochabamba,
  - Chuquisaca,
  - La Paz,
  - Santa Cruz,
  - Tarija,
- en Argentine dans les provinces :
  - Tucumán,
  - Catamarca,
  - Jujuy,
  - Salta.

## Publication originale
- Müller, 1924 "1923" : Über neue oder seltene Mittel- und Südamerikanische Amphibien und Reptilien. Mitteilungen aus dem Zoologischen Museum in Berlin, vol. 11, no 1, p. 75-93.